# Spitse knotszwam
De spitse knotszwam (Clavaria falcata) is een schimmel behorend tot de familie clavariaceae. Hij leeft saprotroof (?) op mineraalrijke kleiïge of lemige bodems op kalere plekjes in open bossen en schrale graslanden. Vruchtlichamen komen voor van augustus tot oktober. Ze groeien in groepen.

## Beschrijving

### Uiterlijke kenmekren
Een enkel vruchtlichaam heeft de vorm van een knotsvormige stok tot 6 cm hoog en 2-4 mm dik, meestal recht, soms wormvormig. De top is puntig, vaak in de vorm van een dode, bruinzwarte punt. Het oppervlak is glad, dof, ondoorzichtig, witachtig of crème, vaak bruin aan de basis. Het vruchtvlees is zacht en delicaat, zonder duidelijke geur en smaak.

### Microscopische kenmerken
De sporen meten 7,7-8,6-9,5 × 6,4-7,4-8,4 μm; Q=1,0-1,2-1,3; Vm = 248 μm³, bolvormig of bijna bolvormig, dextrinoïde, hyaliene, glad met een duidelijke tuit. Er zijn gespen aanwezig.

## Verspreiding
Het is bekend dat deze soort vooral in Euorpa voorkomt. Hij komt hier voor van Frankrijk tot de noordelijke regio's van het Scandinavisch schiereiland (tot ongeveer 69 ° noorderbreedte). Bovendien werd hij waargenomen aan de westkust van de VS en in Marokko. hij staat ook op de lijsten van bedreigde soorten in Polen, Duitsland en Noorwegen.
In Nederland komt de spitse knotszwam algemeen voor. Hij staat niet op de rode lijst en is niet bedreigd.